# Theridion tubicola
Theridion tubicola là một loài nhện trong họ Theridiidae.
Loài này thuộc chi Theridion. Theridion tubicola được Carl Ludwig Doleschall miêu tả năm 1859.